# مایکل تای
مایکل تای (به انگلیسی: Michael Tye) فیلسوف و نظریه پرداز کنونی جهان در زمینه خودآگاهی به شمار می‌آید.
او که در آکسفورد فیزیک می‌خواند راهی آمریکا شد تا در زمینه فلسفه مطالعاتش را ادامه دهد. تای هم‌اکنون استاد دانشگاه تگزاس در آستین است. او ابتدا به نظریه قیدگرایانه باور داشت اما در سال ۱۹۹۵ با انتشار «ده مسئله خودآگاهی» به دفاع از ایده بازنمودگرایی پرداخت. بنابراین ایده محتوای پدیداری با محتوای بازنمودی یکسان است. به عبارت دقیق‌تر محتوای پدیداری همان محتوای بازنمودی‌ای است که دارای ویژگی‌های خاصی باشد. به عقیده تای محتوای بازنمودیِ آماده، انتزاعی و غیرمفهومی محتوای پدیداری را به وجود می‌آورد. همچنین تای در روایتش از بازنموگرایی قائل به برونگرایی دربارهٔ محتوای ذهنی است. کتاب بعدی او «آگاهی، رنگ و محتوا»(۲۰۰۰) بود که در جواب انتقادات به کتاب پیشین‌اش نگاشته است. از مهمترین مشکلات برای نظریه تای تبیین مسائلی چون تجارب معکوس (زمین معکوس و طیف معکوس) و مرد باتلاقی هستند. تای در کتاب اخیر خود (۲۰۰۹) به بازنگری در برخی دیدگاهایش پرداخته است.

## آثار
- The Metaphysics of Mind (۱۹۸۹)
- The Imagery Debate (۱۹۹۱)
- Ten Problems of Consciousness (۱۹۹۵)
- Consciousness, Color, and Content (۲۰۰۰)
- Consciousness and Persons (۲۰۰۳)
- Consciousness revisited (۲۰۰۹)